# Crkva i samostan sv. Klare u Splitu
Crkva i samostan sv. Klare u Splitu, Hrvatska, zaštićeno su kulturno dobro. Nalazi se u ulici kralja Zvonimira 18.

## Opis dobra
Građeni su od 1884. do 1913. godine. Arhitekti su bili Emil Vecchietti i graditelj zvonika. Neostilski sklop crkve i samostana izgrađen je 1884. prema projektu Emila Vecchietija. Prostrani sklop s vrtom opasan je visokim zidom. Crkva je građena na mjestu kapele sv. Josipa koja se spominje u dokumentima iz 17. st. Glavno pročelje završava neorenesansnim polukružnim zabatom i gleda na Pojišansku ulicu. Samostanska zgrada je izdužena kamena dvokatnica, s nizom prozora s lučnim završetkom. Sjeverno od samostanske zgrade je zvonik iz 1912., nadograđen 1913. pod nadzorom graditelja Ante Radice. Crkva i samostan čuvaju vrijednu zbirku umjetnina iz starog samostana klarisa, među kojima se ističe slikano romaničko raspelo s kraja 13. st., nastalo u radionici splitske slikarske škole.

## Zaštita
Pod oznakom Z-3864 zavedena je kao nepokretno kulturno dobro - pojedinačno, pravna statusa zaštićena kulturnog dobra, klasificiranog kao sakralna graditeljska baština.

## Orgulje
Orgulje u crkvi sagradio je oko 1750. don Petar Nakić, osnivač dalmatinsko-mletačke orguljarske škole. Prvotni vlasnik bila je splitska katedrala.  30. travnja 1901. samostan sv. Klare otkupio za ondašnjih 600 kruna. Godine 2011. orgulje je temeljito i cjelovito restaurirala Umjetnička radionica Heferer. Orgulje iz ovoga samostana posjeduju 17 vokalnih registara raspoređenih na manualu i pedalu. Sustav na koji rade je mehanički, sa zračnicama na kliznice.
Dispozicija:
| Manual CDEFGA–c3 |                     |
|                  | Principali Bassi    |
|                  | Principali Soprani  |
|                  | Ottava              |
|                  | Quintadecima        |
|                  | Decimanona          |
|                  | Vigesima Seconda    |
|                  | Vigesima Sesta      |
|                  | Vigesima Nona       |
|                  | Trigesima Terza     |
|                  | Trigesima Sesta     |
|                  | Voce umana          |
|                  | Flauto in XII       |
|                  | Cornetta            |
|                  | Tromboncini Bassi   |
|                  | Tromboncini Soprani |

| Pedal CDEFGA-gis |                       |
|                  | Contrabassi           |
|                  | Ottava di Contrabassi |

Tamburo (reg. povlačnica) 

Tiratutti 

Pedalna spojka (fiksna) 

Uccelleti 

Karakteristike 

visina ugodbe: a = 432 Hz / 18 °C 

tlak svirnog zraka: 55 mm WS 

ugodba: proširena srednjotonska ugodba (Vallotti)